# El Torque
El Torque är en ort i Mexiko.   Den ligger i kommunen San Juan de los Lagos och delstaten Jalisco, i den centrala delen av landet, 400 km nordväst om huvudstaden Mexico City. El Torque ligger 1 752 meter över havet och antalet invånare är 157.
Terrängen runt El Torque är huvudsakligen en högslätt. El Torque ligger nere i en dal. Runt El Torque är det ganska tätbefolkat, med 65 invånare per kvadratkilometer. Närmaste större samhälle är San Juan de los Lagos, 14,0 km söder om El Torque. Trakten runt El Torque består till största delen av jordbruksmark.